# Moniek Kramer
 (octobre 2018).
Si vous disposez d'ouvrages ou d'articles de référence ou si vous connaissez des sites web de qualité traitant du thème abordé ici, merci de compléter l'article en donnant les références utiles à sa vérifiabilité et en les liant à la section « Notes et références ».
Pour les articles homonymes, voir Kramer.
Moniek Kramer, née le 12 août 1954 à Amsterdam, est une actrice, scénariste et écrivaine néerlandaise.

## Filmographie

### Cinéma et téléfilms
- 1981 : Gekkenbriefje (nl) : La sœur de Kantine
- 1984 : De stille Oceaan de Digna Sinke[2]
- 1985-1987 : De kip en het ei (nl): Wieke
- 1986 : Reagan: Let's Finish the Job : Karen
- 1987 : Zoeken naar Eileen (nl) : Babette
- 1988 : Héloïse et Abélard (Stealing Heaven) : Jeanne
- 1991-1997 : In voor- en tegenspoed (nl) : Els Schuit
- 1993 : 12 steden, 13 ongelukken (nl) : Corrie
- 1994 : Een galerij: De wanhoop van de sirene (nl) : Frederique
- 2014 : After The Tone de Digna Sinke : Claudia[3]

### Scénariste
- 1997 : Lovely Liza (nl) de Maria Peters[4]
- 2004 : Madame Jeanette (nl) de Paula van der Oest[5]
- 2007 : Zadelpijn (nl) de Nicole van Kilsdonk[6]
- 2014 : Accused de Paula van der Oest[7]